# Ksar El Barka
Ksar El Barka är en kommun i departementet Djiguenni i regionen Hodh Ech Chargui i Mauretanien. Kommunen 7 037 invånare år 2013.